# George Van Biesbroeck
| 990 Yerkes          | 23 novembre 1922 |
| 993 Moultona        | 12 gennaio 1923  |
| 1024 Hale           | 2 dicembre 1923  |
| 1027 Aesculapia     | 11 novembre 1923 |
| 1033 Simona         | 4 settembre 1924 |
| 1045 Michela        | 19 novembre 1924 |
| 1046 Edwin          | 1º dicembre 1924 |
| 1079 Mimosa         | 14 gennaio 1927  |
| 1270 Datura         | 17 dicembre 1930 |
| 1312 Vassar         | 27 luglio 1933   |
| 1464 Armisticia     | 11 novembre 1939 |
| 2253 Espinette      | 30 luglio 1932   |
| 2463 Sterpin        | 10 marzo 1934    |
| 3211 Louispharailda | 10 febbraio 1931 |
| 3378 Susanvictoria  | 25 novembre 1922 |
| 3641 Williams Bay   | 24 novembre 1922 |

George Achille Van Biesbroeck (Gand, 21 gennaio 1880 – 23 febbraio 1974) è stato un astronomo belga naturalizzato statunitense.

## Carriera
Inizialmente fu un ingegnere civile ma nel 1904 lasciò tale professione per entrare a far parte del personale dell'osservatorio Reale del Belgio a Uccle, vicino a Bruxelles. Nel 1915 fu invitato a lavorare presso l'osservatorio Yerkes nel Wisconsin. Portò la sua famiglia con sé negli Stati Uniti, dove svolse ricerche sulle stelle doppie, comete, asteroidi e stelle variabili. Andò in pensione nel 1945, pur rimanendo molto attivo. Nel 1963 tornò al lavoro andando al Lunar and Planetary Laboratory a Tucson sotto la direzione di Gerard Kuiper.
Durante la sua carriera astronomica scoprì la cometa periodica 53P/Van Biesbroeck, e altre due comete non periodiche, la C/1925 W1 (Van Biesbroeck 1) e la C/1935 Q1 (Van Biesbroeck 2); scoprì inoltre sedici asteroidi.

## Riconoscimenti
Nel 1957 gli fu assegnata la Medaglia James Craig Watson. In onore di Van Biesbroeck è stato attribuito il suo nome all'asteroide 1781 Van Biesbroeck, al cratere Van Biesbroeck  sulla Luna e alla stella nana rossa Wolf 1055 AB (battezzata Stella di Van Biesbroeck). L'American Astronomical Society ha istituito il Premio George Van Biesbroeck in suo onore.